# Выжично
Выжично (укр. Вижично) — село в Ратновской поселковой общине Ковельского района Волынской области Украины.
До 2020 года входило в Ратновский район.
Код КОАТУУ — 0724281007. Население по переписи 2001 года составляет 159 человек. Почтовый индекс — 44112. Телефонный код — 3366. Занимает площадь 0,405 км².